# Bugbear Entertainment
Bugbear Entertainment är ett finländskt spelutvecklingsföretag som grundades 2000 och har stort fokus på racingspel, med bland annat Flatout-serien i sin repertoar.